# برونو سانتوس
برونو سانتوس (بالبرتغالية: bruno santos) هو فنان قتال مختلط برازيلي، ولد في 17 يوليو 1987 في لاورو دي فريتاس في البرازيل.

## وصلات خارجية
- برونو سانتوس على موقع يو إف سي (الإنجليزية)
- برونو سانتوس على موقع بيلاتور (الإنجليزية)
- برونو سانتوس على موقع شيردوغ (الإنجليزية)
- برونو سانتوس على موقع IMDb (الإنجليزية)